# Liste der Baudenkmale in Schiffdorf
In der Liste der Baudenkmale in Schiffdorf sind alle Baudenkmale der niedersächsischen Gemeinde Schiffdorf im Landkreis Cuxhaven aufgelistet. Die Quelle der Baudenkmale ist der Denkmalatlas Niedersachsen. Der Stand der Liste ist der 29. Dezember 2023.

## Allgemein
In den Spalten befinden sich folgende Informationen:
- Lage: die Adresse des Baudenkmales und die geographischen Koordinaten. Kartenansicht, um Koordinaten zu setzen. In der Kartenansicht sind Baudenkmale ohne Koordinaten mit einem roten Marker dargestellt und können in der Karte gesetzt werden. Baudenkmale ohne Bild sind mit einem blauen Marker gekennzeichnet, Baudenkmale mit Bild mit einem grünen Marker.
- Bezeichnung: Bezeichnung des Baudenkmales
- Beschreibung: die Beschreibung des Baudenkmales. Unter § 3 Abs. 2 NDSchG werden Einzeldenkmale und unter § 3 Abs. 3 NDSchG Gruppen baulicher Anlagen und deren Bestandteile ausgewiesen.
- ID: die Objekt-ID des Baudenkmales
- Bild: ein Bild des Baudenkmales, ggf. zusätzlich mit einem Link zu weiteren Fotos des Baudenkmals im Medienarchiv Wikimedia Commons. Wenn man auf das Kamerasymbol klickt, können Fotos zu Baudenkmalen aus dieser Liste hochgeladen werden:

## Altluneberg
| Lage                                                 | Bezeichnung               | Beschreibung | ID       | Bild           |
| ---------------------------------------------------- | ------------------------- | --- | -------- | -------------- |
| Altluneberger Straße 130 53° 31′ 34″ N, 8° 49′ 18″ O | Pferdestall               | 1-gesch. Gebäude von 1908 | 31349877 | BW             |
| Altluneberger Straße 130 53° 31′ 35″ N, 8° 49′ 16″ O | Kuhstall                  | 1-gesch. Gebäude von 1900 | 31349900 | BW             |
| Altluneberger Straße 130 53° 31′ 36″ N, 8° 49′ 14″ O | Schweinestall             | 1-gesch. Gebäude von 1902 | 31349997 | BW             |
| Altluneberger Straße 130 53° 31′ 36″ N, 8° 49′ 18″ O | Remise                    | 1-gesch. Gebäude von um 1901 | 31350020 | BW             |
| Altluneberger Straße 130 53° 31′ 35″ N, 8° 49′ 14″ O | Gesindehaus               | 1-gesch. Gebäude von 1787 | 31349948 | BW             |
| Altluneberger Straße 130 53° 31′ 33″ N, 8° 49′ 16″ O | Scheune                   | 1-gesch. Gebäude von 1928 | 31349973 | BW             |
| Altluneberger Straße 130 53° 31′ 33″ N, 8° 49′ 15″ O | Verwalterhaus             | 1-gesch. Gebäude von 1787 | 31349922 | BW             |
| Altluneberger Straße 130 53° 31′ 34″ N, 8° 49′ 13″ O | Gutshaus                  | 2-gesch. Gebäude von 1784 | 31349853 | BW             |
| Altluneberger Straße 130 53° 31′ 31″ N, 8° 49′ 6″ O  | Landschaftsgarten         | Landschaftspark mit Teich von ab 1784 | 31350588 | BW             |
| Altluneberger Straße 132 53° 31′ 35″ N, 8° 49′ 19″ O | Wohn-/ Wirtschaftsgebäude | 1-gesch. Fachwerkbau als Hallenhaus von 1827 | 31350042 | BW             |
| Altluneberger Straße 132 53° 31′ 35″ N, 8° 49′ 18″ O | Schmiede                  | Eingeschossiger Backsteinbau von kurz nach 1900 | 31350064 | BW             |
| Altluneberger Straße 134 53° 31′ 35″ N, 8° 49′ 21″ O | Pfarrhaus                 | eingeschossiger Backsteinbauvon 1905 als Erweiterung eines Backsteinbaus | 31350109 | BW             |
| Altluneberger Straße 134 53° 31′ 36″ N, 8° 49′ 23″ O | Kirche Altluneberg        | Saalkirche von vor 1600 mit Eingang im Norden und dreiseitigem Chorabschluss im Süden sowie verschiedenen Anbauten. Fachwerk mit Backsteinausfachung auf Fundamenten aus Feldstein | 31350086 | Weitere Bilder |
| Denkmalplatz 53° 31′ 28″ N, 8° 48′ 55″ O             | Gefallenendenkmal         | Findling mit Gravur auf Sockel mit Metallnamenstafel mit Namen, innerhalb einer Natursteinmauer Einfriedung von um 1920 für die Gefallenen beider Weltkriege.                      | 31350665 | BW             |
| Habichthorster Straße 2 53° 31′ 30″ N, 8° 48′ 53″ O  | Wohn-/ Wirtschaftsgebäude | 1-geschossiger Fachwerkbau von 1916 | 31350458 | BW             |
| In der Hörn 2 53° 31′ 39″ N, 8° 49′ 20″ O            | Oldenburger Haus          | 1-geschossige Gutsanlage von 1644 und 1671, heute Kultur- und Begegnungsstätte | 31350131 | BW             |

## Apeler
| Lage                                      | Bezeichnung | Beschreibung | ID       | Bild |
| ----------------------------------------- | ----------- | --- | -------- | ---- |
| Apeler Straße 53° 30′ 42″ N, 8° 40′ 31″ O | Straße      | Straße mit Kopfsteinpflaster, Sommerweg und teilweise Alleebäumen; im Verlauf innerhalb des Dorfes Apeler in West-Ost-Richtung, dann nach Norden abknickend bis zur Bahnlinie. | 31350203 |      |

## Bramel
| Lage                                       | Bezeichnung                              | Beschreibung | ID       | Bild           |
| ------------------------------------------ | ---------------------------------------- | --- | -------- | -------------- |
| Gunort 4 53° 33′ 8″ N, 8° 42′ 3″ O         | Heilige-Drei-Könige-Kirche               | Rechteckiger Backsteinbau unter ziegelgedecktem Satteldach, mit Dachreiter auf dem Westgiebel. Im Kern erbaut im 13. Jh., 1774 (a) durchgreifender Umbau. Mit stichbogigen Fensteröffnungen. Im Inneren oberer Abschluss durch Bretterdecke. | 31350287 | Weitere Bilder |
| Gunort 4 53° 33′ 8″ N, 8° 42′ 2″ O         | Heilige-Drei-Könige-Kirche (Glockenturm) | Feldsteinturm mit rundbogigen Öffnungen, vom 13. Jh., oberer Abschluss in Backstein unter Satteldach von 1767 | 31350242 |                |
| Gunort 4 53° 33′ 8″ N, 8° 42′ 2″ O         | Gefallenendenkmal                        | Monolith mit Namenstafeln und Adler unter Gedenkspruch von 1920, für die Gefallenen beider Weltkriege | 31350267 |                |
| Lange Straße 80 53° 33′ 5″ N, 8° 41′ 56″ O | Wohn-/ Wirtschaftsgebäude                | Langgestrecktes Gulfhaus vom um 1910/14 | 31350312 |                |

## Geestenseth
| Lage                                      | Bezeichnung         | Beschreibung                                                                     | ID       | Bild |
| ----------------------------------------- | ------------------- | -------------------------------------------------------------------------------- | -------- | ---- |
| Schienenweg 1 53° 30′ 24″ N, 8° 51′ 33″ O | Bahnhof Geestenseth | Fachwerkbau von 1899 als Empfangsgebäude der Bahnlinie Bremervörde - Geestemünde | 31350330 |      |

## Schiffdorf
| Lage                                            | Bezeichnung               | Beschreibung | ID       | Bild           |
| ----------------------------------------------- | ------------------------- | --- | -------- | -------------- |
| An der Mühle 2 53° 31′ 50″ N, 8° 38′ 55″ O      | Windmühle                 | Galeriehollände von 1864 mit Backsteinunterbau mit Durchfahrt, Rumpf mit Galerie und Kappe mit Reetdeckung. mit Flügelnund Windrose                                                                              | 31350348 | Weitere Bilder |
| Brameler Straße 19 53° 32′ 4″ N, 8° 39′ 21″ O   | Wohn-/ Wirtschaftsgebäude | Zweiständer-Hallenhaus in Fachwerk mit von 1852 | 31350366 |                |
| Brameler Straße 20 53° 32′ 0″ N, 8° 39′ 19″ O   | St. Martin                | Saalkirche aus Backstein aus dem 14. Jh. mit eingezogenen Chor und Westturm, Strebepfeiler um 1750 ergänzt, dreijochiges Schiff mit Bandrippengewölbe, Emporen von 1908, Flügelaltar vom 15. Jh., Orgel von 1958 | 31350384 | Weitere Bilder |
| Schleusenstraße 200 53° 33′ 20″ N, 8° 38′ 49″ O | Stauschleuse              | Sielschleuse von 1890–92 als Sperrwerk für den Oberlauf des Geeste. | 31350403 | Weitere Bilder |
| Sellstedter Straße 53° 31′ 40″ N, 8° 39′ 29″ O  | Grabmal                   | Ehepaar Pleschen | 31350612 |                |

## Sellstedt
| Lage                                              | Bezeichnung               | Beschreibung                      | ID       | Bild |
| ------------------------------------------------- | ------------------------- | --------------------------------- | -------- | ---- |
| Geestensether Straße 18 53° 31′ 5″ N, 8° 44′ 2″ O | Wohn-/ Wirtschaftsgebäude | 1-gesch. Backsteinbau von um 1910 | 31350422 | BW   |

## Spaden
| Lage                                    | Bezeichnung | Beschreibung | ID       | Bild |
| --------------------------------------- | ----------- | --- | -------- | ---- |
| Am Kluswall 53° 34′ 26″ N, 8° 38′ 10″ O | Kapelle     | Backsteinbau von um 1500 als Kapelle ("Klus") , Innenraum 1765 neu ausgestattet, Strebepfeiler der Nordseite 1886 ergänzt | 31350440 |      |

## Wehden
| Lage                                            | Bezeichnung               | Beschreibung                                                                | ID       | Bild |
| ----------------------------------------------- | ------------------------- | --------------------------------------------------------------------------- | -------- | ---- |
| Hauptstraße 42 53° 36′ 26″ N, 8° 40′ 45″ O      | Wohn-/ Wirtschaftsgebäude | Zweiständer-Hallenhaus in Fachwerk von 1797, um 1920 umgebaut und erweitert | 31350476 | BW   |
| Zum Hasenwinkel 4 53° 36′ 26″ N, 8° 40′ 49″ O   | Wohn-/ Wirtschaftsgebäude | Backsteinbau von 1904                                                       | 31350519 | BW   |
| Zum Kartoffelmoor 3 53° 36′ 31″ N, 8° 41′ 13″ O | Wohnhaus                  | eingeschossiger Backsteinbau von 1914                                       | 31350541 | BW   |
| Zum Kartoffelmoor 3 53° 36′ 31″ N, 8° 41′ 14″ O | Scheune                   | Backsteinbau von 1914 mit Zwischenbau zum Wohngebäude.                      | 31350565 | BW   |